# Desfase
En física, el desfase —desfasaje en algunos países— entre dos ondas es la diferencia entre sus dos fases, es decir, el estado de estas dos magnitudes que no pueden ser simultáneas y cuyos períodos sí son iguales. Habitualmente, esta diferencia de fases, se mide en un mismo instante para las dos ondas, pero no siempre en un mismo lugar del espacio.  

## Medida
Se puede medir el desfase como:
- Un ángulo (en radianes o en grados o aún en giros).
- Un tiempo (en segundos o como un múltiplo o una fracción del período).
- Una distancia (en metros o como un múltiplo o una fracción de la longitud de onda).

La noción de desfase no se limita a las ondas sinusoidales. Se puede hablar de desfasaje de cualquier tipo de onda o fenómeno periódico. En el caso de ondas o fenómenos de período diferente, el desfase puede carecer de interés.
Para los fenómenos no periódicos, solo se puede hablar de avance o retardo.

## Descripción matemática
En el caso de dos ondas senoidales, de igual pulsación {\displaystyle \scriptstyle {\omega }}, representadas matemáticamente como:
{\displaystyle y_{1}=A_{1}\cos(\omega t-kx_{1}+\varphi _{1})}
y
{\displaystyle y_{2}=A_{2}\cos(\omega t-kx_{2}+\varphi _{2})},
el desfase {\displaystyle \scriptstyle {\Delta \varphi }} en el instante {\displaystyle \scriptstyle {t}} es:
{\displaystyle \Delta \varphi =(\omega t-kx_{2}+\varphi _{2})-(\omega t-kx_{1}+\varphi _{1})}
Se comprueba que si las dos ondas tienen la misma frecuencia y que las posiciones no cambian, el desfasaje queda constante.
En cambio, si las frecuencias no son iguales, el desfase cambia con el tiempo. Ese caso se produce en los batimientos. 
Si {\displaystyle \scriptstyle {\Delta \varphi }} es positivo, la onda 2 está en avance con respecto a la onda 1. Y si {\displaystyle \scriptstyle {\Delta \varphi }} es negativo, la onda 2 está en retardo con respecto a la onda 1.

## Desfase reducido
En la mayoría de los casos, el desfase que cuenta es el desfase dentro de un mismo período (una sinusoide es idéntica a ella misma desplazada de un número entero de longitudes de onda o de períodos). Podemos sumar o restar {\displaystyle \scriptstyle {2\pi }} a {\displaystyle \scriptstyle {\Delta \varphi }} tantas veces como sea necesario para obtener un desfasaje inferior a {\displaystyle \scriptstyle {2\pi }}. Aun así nos queda una ambigüedad: una señal en avance de fase de 350° es idéntica a una señal con 10° de retardo. Podemos, arbitrariamente, sumar o restar {\displaystyle \scriptstyle {2\pi }} suplementarios a {\displaystyle \scriptstyle {\Delta \varphi }} para que el desfasaje resultante esté comprendido entre {\displaystyle \scriptstyle {-\pi }} y {\displaystyle \scriptstyle {+\pi }}. Decidimos, de la misma manera arbitraria, que los desfases negativos corresponden a un retardo de fase y los desfases positivos a un avance de fase. Pero no olvidemos que ese retardo o avance convencional no corresponde necesariamente a la realidad física. 

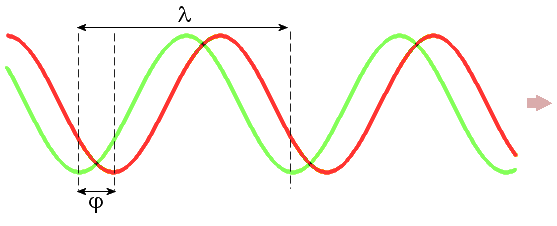
Dos ondas de igual longitud de onda con un desfasaje de.

En el diagrama de derecha, el desfase vale {\displaystyle \phi =\textstyle {2\pi {\frac {\tau }{T}}}}, donde T es el período de la onda y {\displaystyle \textstyle {\tau }} el retardo de la curva verde con respecto a la roja (en segundos).

### Casos particulares

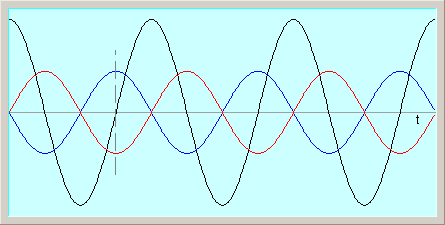
Si se toma la onda negra como referencia, la onda azul está en avance de fase y en cuadratura. La onda roja está en retardo y en cuadratura.

Con esta convención, si el desfase vale {\displaystyle \scriptstyle {\phi }}, distinguimos tres casos particulares:
- {\displaystyle {\phi =0}\,} las dos ondas están en fase.
- {\displaystyle {\phi =\pm \pi }} las dos ondas están en oposición de fase.
- {\displaystyle {\phi =\pm \textstyle {\pi  \over 2}}} las dos ondas están en cuadratura.

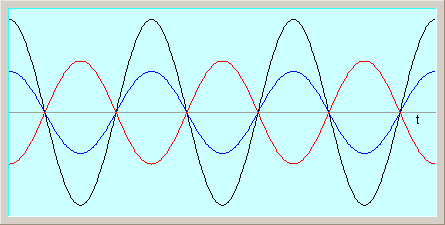
Si se toma la onda negra como referencia, la onda azul esta en fase y la onda roja está en oposición de fase.

### Cuidado con lasabscisas

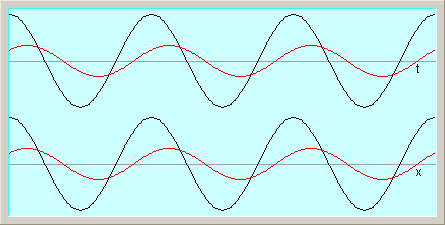
Las curvas de arriba están trazadas en función del tiempo. Las de abajo están trazadas en función de la posición x.

En el dibujo de derecha, las curvas de arriba están representadas en función del tiempo. El tiempo, en abscisa, aumenta hacia la derecha: el pasado está a la izquierda y el futuro a la derecha. La curva negra pasa por su cresta un poco antes que la curva roja. Es decir, la curva roja está en retardo con respecto a la negra.
En las curvas de abajo, la abscisa es la posición x. Eso corresponde a la «fotografía» de las ondas a un momento. Cuando el tiempo avanza, las ondas se desplazan hacia la derecha. En un sitio cualquiera, la cresta de la curva roja llegará antes que la cresta de la curva negra. Es decir, la curva roja está en avance con respecto a la curva negra.
¡Hay que tener cuidado con la representación que se utiliza!